# 8187 Akiramisawa
Akiramisawa (asteróide 8187) é um asteróide da cintura principal, a 2,6398709 UA. Possui uma excentricidade de 0,1166676 e um período orbital de 1 887,04 dias (5,17 anos).
Akiramisawa tem uma velocidade orbital média de 17,22913517 km/s e uma inclinação de 11,62266º.
Este asteróide foi descoberto em 15 de Dezembro de 1992 por Satoru Otomo.